# Päpstliches Ukrainisches Kolleg

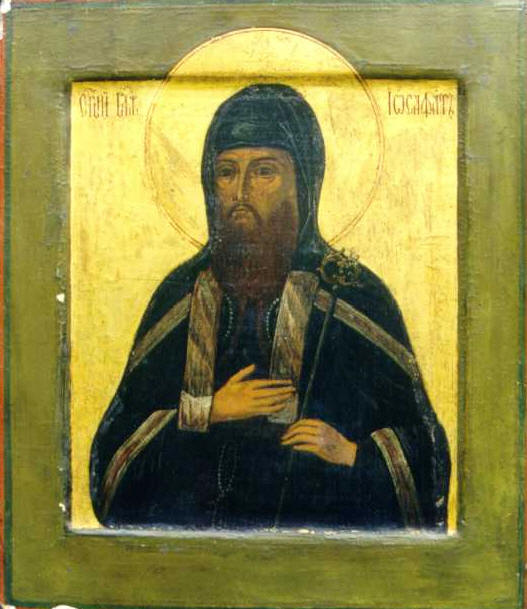
Ikone des Heiligen Josaphat Kunzewitsch

Das Päpstliche Ukrainische Kolleg St. Josaphat (ukrainisch Українська папська колегія святого Йосафата italienisch Pontificio Collegio Ucraino di San Giosafat, englisch Ukrainian Pontifical College of Saint Josaphat) in Rom ist ein Päpstliches Kolleg für Seminaristen und  Priester der  Ukrainischen Griechisch-Katholischen Kirche. Als Schutzpatron wurde der Heilige Josaphat (1580–1623), Erzbischof von Polozk, erwählt.

## Geschichte
Die Gründung des ukrainischen Kollegs geht bis auf den Anfang des 16. Jahrhunderts zurück und war zuerst eng mit dem  Päpstlichen Griechischen Kolleg St. Athanasius verknüpft. An dem 1576 gegründeten Kolleg studierten auch ukrainische Seminaristen und waren hier bis 1803 als Gäste willkommen. Von 1803 bis 1845 war das griechische Kolleg geschlossen, der erste Kurs wurde erst 1845 begonnen. Wiederum waren ukrainische Studenten eingeschrieben und es bildete sich eine größere ukrainische Kirchengemeinde. Am 18. Dezember 1897 approbierte Papst Leo XIII. (1878–1903) das Päpstliche Ukrainische Kolleg St. Josaphat, die Leitung wurde im Jahre 1904 den  Basilianern des Heiligen Josaphat, die auch ihr Generalhaus in Rom haben, übertragen. Ihr erstes Haus bezogen die Ukrainer in der Piazza Madonna dei Monti. Am 13. November 1932 wurde ein neues Gebäude auf dem römischen Hügel Gianicolo eröffnet. Fast zur gleichen Zeit, am 11. Mai 1930, wurde in der unmittelbaren Nachbarschaft der Grundstein des Päpstlichen Rumänischen Kollegs gelegt.
Heute sind am ukrainischen Kolleg zwischen 20 und 50 Studenten beheimatet, der Rektor ist Pater Luis Kassian OSBM.

## Ehemalige
- Joseph Michael Schmondiuk (1912–1978), ukrainisch-katholischer Erzbischof von Philadelphia
- Augustine Eugene Hornyak OSBM (1919–2003), serbischer Bischof und  Exarch von Großbritannien
- Sofron Stefan Mudry OSBM (1923–2014) Rektor (1974–1994), emeritierter Bischof von Iwano-Frankiwsk, Ukraine
- Kenneth Nowakowski (* 1958), Bischof von London